# Michel Bernard
Michel Bernard (Sepmeries, 1931. december 31. – Anzin, 2019. február 14.) francia atléta, közép- és hosszútávfutó olimpikon.

## Pályafutása
1955 és 1965 között 11 francia bajnoki címet szerzett. Részt vett az 1960-os római olimpián, ahol 1500 és 5000 méteren is a hetedik helyen végzett.
Az 1964-es tokiói olimpián 1500 méteren szintén a hetedig helyen végzett.

## Sikerei, díjai
- Francia bajnokság
  - bajnok (11)
    - 1 500 m: 1955, 1959
    - 5 000 m: 1958, 1959, 1960, 1962
    - 10 000 m: 1961, 1964, 1965
    - terepfutás: 1958, 1961